# Liceul Teologic Român Unit „Inocențiu Micu” din Cluj-Napoca
Liceul Teologic Român Unit Inocențiu Micu este o unitate de învățământ preuniversitar care își desfășoară activitatea în Casa Zeyk din Cluj. Liceul a fost înființat în anul 1945 de episcopul Iuliu Hossu. 
Și-a început activitatea la 29 octombrie 1945 într-un corp al clădirii Academiei Teologice Greco-Catolice din Cluj, fiind initial un liceu de baieti. A fost desființat în 1948 odată cu scoaterea Bisericii Române Unite în afara legii. Și-a reluat activitatea în 1992. În prezent liceul are două secții: Educație vocațională – teologie și teoretică – științe sociale. Absolvenții acestui liceu pot opta pentru urmarea unor cursuri universitare ulterior, în baza Bacalaureatului și a principiului dublei colaborări Biserică–Stat.